# Berghofen
Berghofen is een plaats in de Duitse gemeente Battenberg (Eder), deelstaat Hessen, en telt 330 inwoners (2005).